# Микел Ојарзабал
Микел Ојарзабал Угарте (шп. Mikel Oyarzabal Ugarte; Еибар, 21. април 1997) је шпански фудбалер који тренутно наступа за Реал Сосиједад. Игра на позицији крилног нападача.
Постигао је победоносни гол за Шпанију у финалу Европског првенства 2024. године против Енглеске.

## Успеси
Реал Сосиједад
- Куп Шпаније (1): 2019/20.[6]

 Шпанија до 21
- Европско првенство до 21 године (1) :  2017,[7]  2019.[8]

 Шпанија до 23
- Летње олимпијске игре:  2020.[9]

 Шпанија
- Европско првенство (1):  2024.[10]
- Лига нација:  2020/21.[11]

Појединачни
- Играч месеца у Ла лиги: октобар 2020,[12] март 2024.[13]